# مائیا
مائیا (به اسپانیایی: Maella) یک دهستان در اسپانیا است که در استان ساراگوسا واقع شده‌است. مائیا ۱۷۴٫۸۸ کیلومتر مربع مساحت و ۱٬۹۵۳ نفر جمعیت دارد.